# 辰溪县人民政府
28°00′44″N 110°11′22″E / 28.012336°N 110.189463°E
辰溪县人民政府（简称辰溪县政府）是中华人民共和国湖南省怀化市辰溪县的行政管理机关。现任县长是唐旭峰，2024年上任。

## 沿革

### 反腐败工作
2024年5月13日，谢建军涉嫌严重违纪违法，主动投案，接受湖南省纪委监委纪律审查和监察调查，10月遭到开除党籍开除公职处分，11月遭到逮捕。

## 历任县长
| 姓名   | 就任日期   | 卸任日期   | 备注  |
| ------ | ---------- | ---------- | ----- |
| 杨晓荣 | 2004年4月  | 2009年4月  |       |
| 杨一中 | 2009年4月  | 2011年12月 |       |
| 龚琪   | 2011年12月 | 2013年4月  |       |
| 周详   | 2013年4月  | 2016年9月  | [ 3 ] |
| 谢建军 | 2016年9月  | 2021年4月  | [ 1 ] |
| 丁热平 | 2021年6月  | 2024年9月  | [ 4 ] |
| 唐旭峰 | 2024年10月 |            | [ 5 ] |